# Franz Raffelsperger

General-Post- und Eisenbahnkarte des Kaiserthums Österreich

Franz Raffelsperger (auch: Raffelsberger, ungarisch: Ferenc Raffelsperger; getauft 22. September 1793 in Modern (heute Modra); † 14. Juli 1861 in Wien) war ein Geograph, Kartograph und Beamter.

## Leben und Werk
Er wuchs in bescheidenen Verhältnissen als Sohn eines Gutsbesitzers und Holzhändlers auf, besuchte von 1804 bis 1805 das Gymnasium bei St. Anna in Wien und danach die Realakademie. In den Jahren 1820–1849 war er Beamter im Postdienst und versuchte, Verbesserungen im Reisepostwesen der Monarchie umzusetzen.
Ab etwa 1835 beschäftigte sich Franz Raffelsperger mit dem typographischen Landkartendruck (Typometrie). In den Anfangsjahren arbeitete er mit Elisabeth Pichler (1783–1865) und deren Druckerei Anton Pichler sel. Witwe zusammen. Von 1836 bis 1837 erstellte er eine General-Post- und Eisenbahnkarte des Kaiserthums Österreich, welche im Jahr 1839 auf der Wiener Gewerbe-Ausstellung mit einer goldenen Medaille ausgezeichnet wurde. Seine geographischen/kartographischen Arbeiten werden als Voraussetzung zur Belebung und Modernisierung des öffentlichen Verkehrswesens gewertet. Über seine Bedeutung in der Typometrie finden sich unterschiedliche Angaben: „Auf dem Gebiet des typographischen Landkartendruckes kann er bestenfalls als Nacherfinder angesehen werden.“ (Österreichisches Biographisches Lexikon) – „Typometrie: […] Die ersten Versuche […] wurden später […] namentlich von Raffelsberger in Wien vervollkommt.“ (Meyers Konversations-Lexikon)
Im Jahr 1843 gründete er die k.k. außerordentlich ausschließlich privilegierte Kunstanstalt, in der er u. a. die selbst redigierte Zeitung „Der Unpartheiische“ herstellte.

## Publikationen
(Auswahl)
- Der Reise-Secretär. Ein geographisches Posthandbuch für Reisende, Kaufleute, Geschäftsmänner und Postbeamte., 3 Bände, Heubner & Bermann, Wien 1829–1831: 1. Band 1829, 426 S. (Digitalisat, Google); 2. Band 1830, 422 S.; 3. Band: 1831, 571 S.
- Poststraßenbuch oder Wegweiser durch Europa mit besonderer Berücksichtigung auf den österreichischen Kaiserstaat. Ein Hülfsbuch für jeden Reisenden, Postmeister, Postbeamten, Kauf- und Geschäftsmann, um in den k[aiserlich] k[öniglichen] österreichischen Staaten, und über Wien in alle europäischen Haupt- und Residenzstädte, in die wichtigsten Seehäfen und Handelsplätze und nach den berühmtesten Badeoren reisen zu können; nach den neuesten ämtlichen Postkarten, Materialien, Vermessungen und Bestimmungen. Sollinger, Wien 1831, 478 S. und 1 Karte (Digitalisat, Google).
- Topographisches Lexicon oder General-Verzeichniss aller in den österreichischen Staaten gelegenen Ortschaften. Zum allgemeinen Gebrauche.  / Dizionario topografico postale di tutti i luoghi abitati negli stati Austriaci. 3 Bände, k.k. Hof- und Staats-Ärarial-Druckerei, Wien 1836–1837: 1. Band: A–E, 1836, 506 S.; 2. Band: F–M, 1836, 605 S.; 3. Band: N–Z, 1837, 680 S.
- (Herausgeber): Allgemeines geographisch-statistisches Lexikon aller Österreichischen Staaten. 1. Auflage, 6 Bände, k.k. a.p. typo-geographische Kunstanstalt Wien 1845–1853:
  - 1. Band: A–Cz. Mit 3 typometrischen Landkarten: Böhmen, Dalmatien und Galizien. 1845, 992 S. (Digitalisat, Bayr. Staatsbib., Google);
  - 2. Band: Da–Gz. Mit 5 typometrischen Landkarten: Galizien, Illirien mit Steiermark, Lombardie-Venedig und 2 Blätter der großen Postkarte vom Kaiserstaate. 1846, 984 S. (Digitalisat, Google);
  - 3. Band: Ha–Kz. Mit 6 typometrischen Landkarten: 2 Blätter der großen Postkarte vom Kaiserstaate, Mähren, Erzherzogthum, Österreich, Tirol und Siebenbürgen. 1846, 1379 S. (Digitalisat, archive.org; Google);
  - 4. Band: La–Qz. Mit 4 typometrischen Landkarten: Kaiserthum Österreich in 1 Blatte, Blätter von Königreich Ungarn und ein Plan von Neusohl. 1847, 2206 S. (Digitalisat, Google);
  - 5. Band: Ra–Sz. 1848, 1696 S. (original irrtümlich Pa–Sz unterschriftet; Digitalisat, Google)
  - 6. Band: Sz–Ende. 1853, 1438 S. (Digitalisat, archive.org)
- (Herausgeber): Allgemeines geographisch-statistisches Lexikon aller Österreichischen Staaten. 2. Auflage, 13 Bände, k.k. a.p. typo-geographische Kunstanstalt Wien 1854:
  - 1. Band A–Cas, 1854
  - 2. Band Casina Lazarra–Feld, 1854 (Digitalisat, ÖNB)
  - 3. Band Feldmühle–Har, 1854 (Digitalisat, ÖNB)
  - 4. Band Harwanek–Kaz, 1854 (Digitalisat, ÖNB)
  - 5. Band Kazman–Led, 1854 (Digitalisat, ÖNB);
  - 6. Band Ledecz–Mühl, 1854 (Digitalisat, ÖNB);
  - 7. Band Mühlbach–Pfaf, 1854 (Digitalisat, ÖNB)
  - 8. Band Pfaffenreuth–Rust, 1854 (Digitalisat, ÖNB)
  - 9. Band Rust–Sop, 1854 (Digitalisat, ÖNB)
  - 10. Band Sop–Tir, 1854 (Digitalisat, ÖNB);
  - 11. Band Tirol–Weich, 1854 (Digitalisat, ÖNB)
  - 12. Band Weichsel–Zz, 1854 (Digitalisat, ÖNB)
  - 13. Band, Tafelband, 1854 (Digitalisat, ÖNB)